# Apalis binotata
Apalis binotata là một loài chim trong họ Cisticolidae.